# Vilovi
Vilovi (en serbe cyrillique : Вилови) est un village de Serbie situé dans la municipalité de Nova Varoš, district de Zlatibor. Au recensement de 2011, il comptait 350 habitants.

## Démographie
| 1948 | 1953 | 1961 | 1971 | 1981 | 1991 | 2002 | 2011 |
| ---- | ---- | ---- | ---- | ---- | ---- | ---- | ---- |
| 596  | 591  | 615  | 529  | 414  | 404  | 396  | 350  |

|  |